# Romano Kristoff
Romano Kristoff – urodzony w Hiszpanii aktor filmów klasy "B", okazjonalnie scenarzysta i reżyser, znany także jako Rom Kristoff i Ron Kristoff.

## Kariera
Po opuszczeniu Legii Cudzoziemskiej, podróżował dookoła świata, zanim osiedlił się na Filipinach, gdzie rozpoczął pracę w niskobudżetowych filmach akcji i uczył się różnych stylów sztuk walki. Zdobył czarny pas w karate.
Pod koniec lat siedemdziesiątych, w latach osiemdziesiątych oraz na początku lat dziewięćdziesiątych XX wieku grał w filipińskich niskobudżetowych filmach akcji, a także Hongkongu i USA. Stał się jednym z ulubionych aktorów produkcji SilverStar, który został przemianowany na rynkach zachodnich na Kinavesa. Filmy wyprodukowane przez Kinavesa lub SilverStar były naśladowały sukcesy produkcji amerykańskich, dystrybuowane na całym świecie przez Menahem Golan, stawały się coraz bardziej popularne w sklepach wideo w całej Europie i Ameryce. Jedną z popularnych produkcji z tego okresu jest film Slash (1984).

## Wybrana filmografia
- 1980: Ostatni łowca (L'ultimo cacciatore) jako pilot helikoptera
- 1981: Intrusion: Cambodia
- 1981: Tornado jako pilot helikoptera
- 1984: Cios zemsty Bruce'a (Bruce's Fist of Vengeance) jako Miguel
- 1984: Ninja's Force jako Kenzo
- 1984: Slash jako Peter Harris
- 1985: Wojenny autobus (Warbus) jako Gus
- 1986: Double Edge jako Mark Quinn
- 1988: Zadanie najwyższej wagi (Dog Tags)
- 1988: Ten-zan: Ostatnia misja (Ten Zan ‑ Ultimate Mission) jako Ricky
- 1988: Ten cholerny żołnierz (Un Maledetto soldato)
- 1990: Crime Stopper jako Cash
- 1991: Anioł w ciemności (Angel in the Dark) jako kickboxer
- 2000: Dzień zagłady (Doomsdayer) jako McLean